# تیتوسویل (پنسیلوانیا)
تیتوسویل (به انگلیسی: Titusville) شهری در ایالت پنسیلوانیا کشور ایالات متحده آمریکا است که جمعیت آن در سرشماری سال ۲۰۱۰ میلادی، ۵٬۶۰۲ نفر بوده‌است.